# دعوة الحق
دعوة الحق هي مجلة مغربية تصدرها شهريًا وزارة الأوقاف والشؤون الإسلامية المغربية، صدر عددها الأول في 1376 هـ / يوليو 1957، وتهتم بالدراسات الإسلامية والتاريخ وبشؤون الثقافة والفكر. واكبت مجلة دعوة الحق مختلف أطوار الفكر المغربي الحديث، وجرت مناقشات ومعارك أدبية متعددة على صفحاتها، ونشر فيها عدد من الكتاب مؤلفاتهم في حلقات متتابعة، وهناك عشرات الكتب في الخزانة المغربية نشرت كمقالات وأبحاث في مجلة دعوة الحق، مثل التي ألفها عبد الله كنون وعبد القادر الصحراوي ومحمد الحمداوي ومحمد تقي الدين الهلالي وعبد الكريم التواتي وغيرهم.
وأصدرت المجلة أعدادا خاصة عن المساجد الكبرى في المغرب، ومؤتمر القمة الإسلامي الأول، والمسيرة الخضراء، والذكرى الأربعمائة لمعركة وادي المخازن، بالإضافة لأعداد خاصة بمناسبة عيد العرش والشباب. صدر العدد الأول من المجلة في أقل من أربعين صفحة، بينما أعدادها اللاحقة ناهزت المائة وعشرين صفحة.

## وصلات خارجية
- أرشيف مجلة دعوة الحق